# NGC 446
NGC 446 est une vaste galaxie lenticulaire entourée d'un anneau bien visible sur l'image de SDSS. Elle est située dans la constellation des Poissons. NGC 446 a été découverte par l'astronome allemand Albert Marth en 1864. Elle a été redécouverte le 20 août 1892 par l'astronome français Stéphane Javelle et elle a été incluse au catalogue IC sous la désignation IC 89.

## Caractéristiques
Sa vitesse par rapport au fond diffus cosmologique est de  5 128 ± 24 km/s, ce qui correspond à une distance de Hubble de 75,6 ± 5,3 Mpc (∼247 millions d'al).
NGC 446 est une galaxie dont le noyau brille dans le domaine de l'ultraviolet. Elle est inscrite dans le catalogue de Markarian sous la désignation Mrk 565 (MK 565). Selon la base de données Simbad, NGC 446 est une galaxie à noyau actif.

## Groupe de NGC 455
NGC 446 appartient au groupe de NGC 455 qui compte trois galaxies. L'autre galaxie est NGC 467.